# Ksi Aquarii
Ksi Aquarii (ξ Aqr, Bunda) – gwiazda w gwiazdozbiorze Wodnika, odległa (według pomiarów sondy Gaia) o około 166 lat świetlnych od Słońca.

## Nazwa
Gwiazda ta ma nazwę własną Bunda, pochodzącą od perskiej „stacji księżycowej”, którą tworzyła razem z gwiazdą Beta Aquarii. Egipski astronom Al Achsasi al Mouakket wymienił Ksi Aquarii w swoim katalogu pod nazwą arab. ‏تاني سعد السعود‎ taanii sa‘d al-su‘ūd, co znaczy „druga [gwiazda] najszczęśliwszego” (łac. Secunda Fortunæ Fortunarum). Międzynarodowa Unia Astronomiczna w 2018 roku formalnie zatwierdziła użycie nazwy Bunda dla określenia tej gwiazdy.

## Charakterystyka
Jest to gwiazda spektroskopowo podwójna, której jaśniejszy składnik jest białą gwiazdą typu widmowego A7, o temperaturze 7720 K. Gwiazda ξ Aqr A (właściwa Bunda) ma obserwowaną wielkość gwiazdową 4,8m, a składnik ξ Aqr B 7,0m. Jest on najprawdopodobniej gwiazdą typu widmowego F, a jego temperatura jest szacowana na 6500 K. W oparciu o starszy pomiar odległości z sondy Hipparcos – 179 lat świetlnych – jasności gwiazd oceniono na odpowiednio 28,1 i 2,9 L☉, a masy na 2,1 i 1,3 M☉.
Oprócz obserwacji spektroskopowych, podwójność gwiazdy potwierdzono dzięki jej  zakryciom przez Księżyc i interferometrii. Gwiazdy obiegają wspólny środek masy po eliptycznych orbitach co 25,5 roku. Orbity składników są odchylone o około 5° od kierunku obserwacji, a średnia odległość kątowa jest równa 0,28″, zatem parametry orbit są trudne do zmierzenia. Sumaryczna masa układu wynikająca z praw Keplera może zostać pogodzona z masami obliczonymi na podstawie teorii, jeśli odległość gwiazd w przestrzeni to średnio około 13 au.
Gwiazdom towarzyszy na niebie także trzeci, słaby składnik o wielkości 14m, oddalony od pary o 376″ (ponad 6 minut kątowych; pomiar z 2000 roku). Ma on podobny ruch własny co jaśniejsza para.